# Punta Jade
La punta Jade es un cabo de suave pendiente que forma la entrada sudoeste a la bahía Edith (o Eyrie). Se encuentra en el extremo este del promontorio Yatrus, en la península Trinidad, en el extremo norte de la península Antártica, Antártida.

## Historia y toponimia
Tras ser cartografiado por el British Antarctic Survey, fue nombrado descriptivamente por el Comité de Topónimos Antárticos del Reino Unido en 1960, ya que las laderas inferiores del cabo están permanentemente cubiertas de hielo de color verde; jade es un nombre que reciben algunos tipos de piedra verde. Aparece con el nombre de cabo Circular en un mapa argentino de 1958.

## Reclamaciones territoriales
Argentina incluye a la península Trinidad en el departamento Antártida Argentina dentro de la provincia de Tierra del Fuego, Antártida e Islas del Atlántico Sur; para Chile forma parte de la comuna Antártica de la provincia Antártica Chilena dentro de la Región de Magallanes y de la Antártica Chilena; y para el Reino Unido integra el Territorio Antártico Británico. Las tres reclamaciones están sujetas a las disposiciones del Tratado Antártico.
Nomenclatura de los países reclamantes: 
- Argentina: punta Jade[4][5]
- Chile: ¿?
- Reino Unido: Jade Point[3]